# 日立市立河原子小学校
日立市立河原子小学校（ひたちしりつかわらごしょうがっこう）は、茨城県日立市河原子町4-3-4にある日立市立小学校。

## 沿革

### 年表
- 1889年7月8日 - 河原子尋常小学校が設立される[4][5]。
- 1909年 - 高等科を併置し現在地に移転。河原子尋常高等学校に改称[4]。
- 1939年 - 多賀町制施行。多賀町立第二尋常高等小学校に改称[4]。
- 1941年 - 多賀町第二国民学校となる[4]。
- 1946年 - 多賀町立河原子小学校となる[4]。
- 1955年 - 新日立市が誕生[6]。日立市立河原子小学校に改称[4]。
- 2011年度 - 平成23年度体力づくり優秀賞を受賞[7]。
- 2012年度 - 平成24年度体力づくり優秀賞を受賞[8]。
- 2015年度 - 授業力ブラッシュアップ研修協力校（算数）に指定[9]。
- 2017 - 2018年度 - 学校図書館支援事業モデル校に指定[10]。
- 2018年度 - 平成30年度体力づくり優秀賞を受賞[11]。
- 2018 - 2019年度 - 日立みらいイノベータープログラム実施校となる[12]。
- 2019年度 - 令和元年度体力づくり優秀賞を受賞[13]。
- 2024年度 - 減塩教育、研究指定校に指定[14]。

## 教育方針
（出典：）
教育目標
河原子を愛し、かしこく、心豊かでたくましい児童の育成
目指す学校像
- 笑顔と活力のある学校
- ともに協力し、学び合う学校
- 保護者、地域から信頼される学校

## 児童会活動・クラブ活動など

### クラブ活動
（出典：）
- 手芸クラブ
- 室内ゲームクラブ
- 科学クラブ
- 卓球クラブ
- バドミントンクラブ
- 屋外スポーツクラブ

### 委員会活動
（出典：）
- 計画委員会
- 掲示・美化委員会
- 給食委員会
- 保健委員会
- 購買・整備委員会
- 放送委員会
- 図書委員会
- 体育委員会

## 通学区域
（出典：）
- 日立市河原子町
- 日立市東多賀町

## 進学先中学校
- 日立市立河原子中学校

## 学区内の主な施設
- 河原子交流センター
- 河原子海水浴場

## 交通
（出典：）
- JR常磐線 常陸多賀駅下車 徒歩約10分